# Metanarsia
Metanarsia is een geslacht van vlinders van de familie tastermotten (Gelechiidae).

## Soorten
- M. gobica Lvovsky & Piskunov, 1989
- M. guberlica Nupponen, 2010
- M. incertella (Herrich-Schäffer, 1861)
- M. junctivittella Christoph, 1885
- M. modesta Staudinger, 1871
- M. onzella Christoph, 1887